# Kirche von Nousiainen

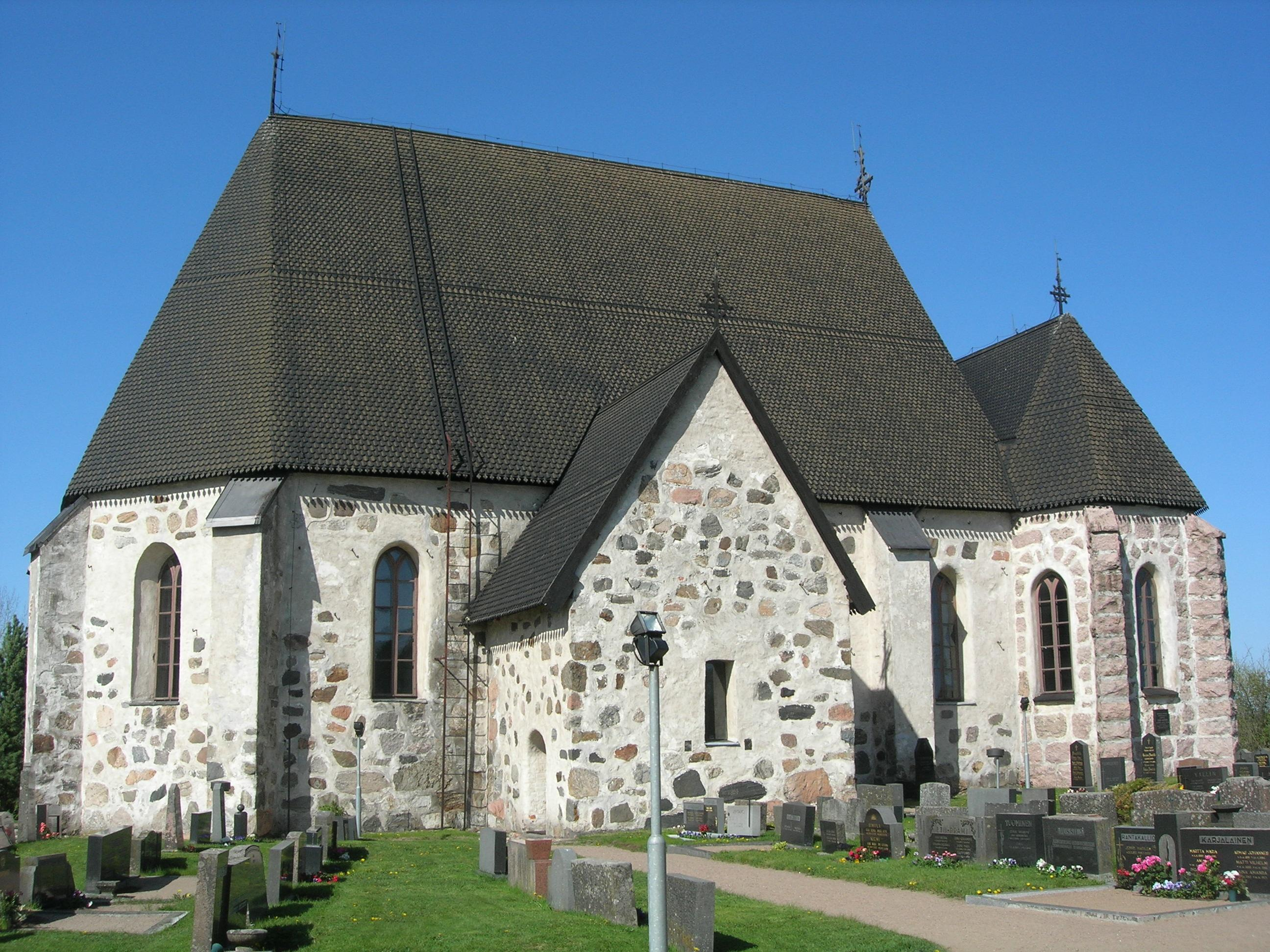
Die Kirche von Nousiainen (Blick aus Südsüdwest mit Waffenhaus und Grabkapelle des Heiligen Heinrich)

Die Kirche von Nousiainen (finn. Nousiaisten kirkko) oder Heinrichskirche von Nousiainen (finn. Nousiaisten Pyhän Henrikin kirkko) ist eine mittelalterliche Steinkirche in der Gemeinde Nousiainen im Südwesten Finnlands. Sie ist die Grablege des Heiligen Heinrich von Uppsala, der Mitte des 12. Jahrhunderts in Nousiainen als erster Bischof Finnlands wirkte. Die heutige Kirche von Nousiainen wurde wahrscheinlich in den 1420er Jahren erbaut. Damit gehört sie zu den ältesten erhaltenen Steinkirchen auf dem finnischen Festland. In architektonischer Hinsicht fällt sie durch ihren ungewöhnlichen Grundriss auf. Die Kirche von Nousiainen dient als Pfarrkirche der evangelisch-lutherischen Kirchengemeinde Nousiainen.

## Geschichte

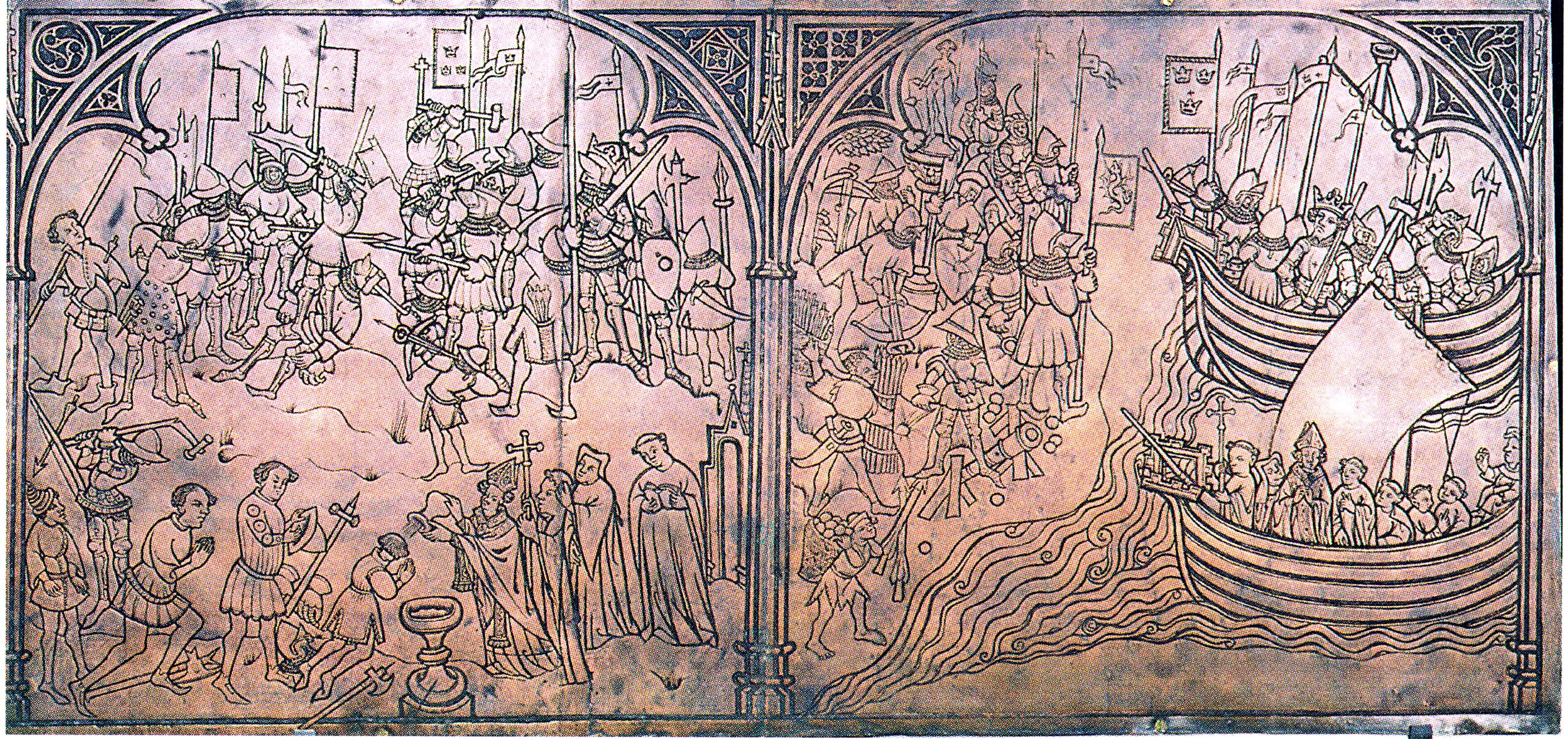
Auf dem Sarkophag Heinrichs in der Kirche von Nousiainen werden die Ereignisse des Kreuzzuges nach Finnland dargestellt.

Das heute unbedeutende Nousiainen war im Mittelalter das Zentrum der Christianisierung Finnlands und der erste Bischofssitz des Landes. Nach dem Kreuzzug des schwedischen Königs Erik IX. nach Finnland, der wahrscheinlich im Jahr 1155, 1157 oder 1158 stattfand, wirkte der später als Heiliger verehrte Heinrich von Uppsala als erster Bischof von Finnland in Nousiainen. Nach seinem gewaltsamen Tod im darauffolgenden Winter wurde er in Nousiainen bestattet. Im Jahr 1229 wurde der Bischofssitz nach Koroinen bei Turku verlegt und die Kirche von Nousiainen damit zu einer einfachen Pfarrkirche degradiert. Als Grablege des Heiligen Heinrich, der offenbar schon bald nach seinem Tod verehrt wurde, dürfte die Kirche aber eine überdurchschnittliche Bedeutung beibehalten haben. Die erste urkundliche Erwähnung der Kirche stammt aus dem Jahr 1232.
Der Überlieferung nach soll bereits zu Lebzeiten Heinrichs eine Holzkirche bestanden haben. Die ältesten Funde, die bei archäologischen Grabungen an der Stelle der heutigen Steinkirche gefunden wurden, stammen aber erst aus dem frühen 14. Jahrhundert, sodass nicht gesichert ist, ob sich die Kirche Heinrichs an derselben Stelle befand. Es ist aber davon auszugehen, dass die Steinkirche mehrere aufeinanderfolgende hölzerne Vorgängerbauten hatte, da zwischen der Gründung des Kirchspiels und dem Bau der Steinkirche fast drei Jahrhunderte lagen und die Holzkirchen gewöhnlich nur von kurzer Lebensdauer waren.
Im 15. Jahrhundert setzte auf dem finnischen Festland eine Phase großer Kirchenbauaktivität ein. In diesem Zuge wurde auch die hölzerne Kirche von Nousiainen durch den bis heute erhaltenen Steinbau ersetzt. Wahrscheinlich stammt die Kirche aus den 1420er- oder spätestens den 1430er-Jahren. Damit dürfte sie nach dem deutlich früher entstandenen Dom von Turku die zweitälteste Kirche auf dem finnischen Festland sein (eine Reihe noch älterer Kirchen findet sich auf der Inselgruppe Åland, die historisch eine Sonderstellung einnimmt). Die Kirche von Nousiainen ist weitgehend in ihrer ursprünglichen Baugestalt erhalten. Der einzige Eingriff in die historische Bausubstanz ist der Anbau der Grabkapelle des Heiligen Heinrich im Jahr 1901 nach Plänen von Josef Stenbäck.

## Baubeschreibung
Die Kirche von Nousiainen steht am Ufer des Flüsschens Hirvijoki rund drei Kilometer nordöstlich des Ortskerns von Nousiainen inmitten einer typisch südwestfinnischen Kulturlandschaft. Sie wird umgeben von einem kleinen ummauerten Friedhof. Auf der anderen Flussseite steht das Pfarrhaus aus dem Jahr 1890.
Wie für die mittelalterliche Kirchenarchitektur Finnlands typisch, ist die Kirche von Nousiainen aus Feldstein erbaut. Sie sticht aber unter den ansonsten recht einförmigen mittelalterlichen Steinkirchen Finnlands durch ihre Grundrissform hervor: Ungewöhnlich sind der dreiseitige Abschluss an der Westseite des Langhauses und der fünfseitige Chor (9,5 × 8,3 Meter), der sich an seiner Ostseite anschließt. An die Südseite des Chors ist seinerseits die Grabkapelle des Heiligen Heinrich angebaut, die in ihrer ebenfalls fünfseitigen Form den Chor imitiert. Das geostete Langhaus misst 26,5 × 15,2 Meter. Wie üblich, schließen sich an seiner Nordseite eine Sakristei und an der Südseite ein Waffenhaus an. Das steile Dach der Kirche ist mit Schindeln gedeckt. Einen Kirchturm gibt es nicht. Der freistehende Glockenstapel stammt aus dem Jahr 1750.
Das Langhaus der Kirche von Nousiainen ist in drei Kirchenschiffe unterteilt und mit Backstein ausgeschmückt. Das Mittelschiff ist doppelt so breit wie die Seitenschiffe. Den Innenraum schließt ein Kreuzgewölbe ab. Die Gewölbe schmücken einfache Wandmalereien, die wahrscheinlich aus der Entstehungszeit der Kirche stammen. Sie wurden Ende des 18. Jahrhunderts übertüncht und erst 1936 wieder vollständig freigelegt. Tür- und Fensteröffnungen sind in ihrer ursprünglichen Gestalt erhalten. Der Haupteingang zur Kirche befindet sich im Waffenhaus auf der Südseite.

## Interieur
Das wichtigste Ausstattungsstück der Kirche von Nousiainen ist der Sarkophag des Heiligen Heinrich. Er befindet sich im Mittelgang der Kirche. 1901 wurde er in die neu erbaute Grabkapelle überführt, 1968 aber wieder an seine ursprüngliche Stelle verlegt. Der Sarkophag besteht aus schwarzem, vermutlich aus Belgien importierten Kalkstein und ist mit Messingplatten gedeckt. In die Messingplatten sind eine Darstellung des Heiligen sowie von Szenen aus seinem Leben, seines Märtyrertodes und von Wundern, die er nach seinem Tod vollbracht haben soll, eingraviert. Der Sarkophag wurde nach 1429 in der Kirche von Nousiainen aufgestellt. Die Überreste des Toten sind nicht mehr vorhanden. Sie dürften in mehreren Phasen als Reliquien in den Dom von Turku überführt worden sein.
Von der mittelalterlichen Ausstattung der Kirche sind ansonsten 14 Holzschnitzereien erhalten. Noch in der Kirche befinden sich eine Skulptur des Heiligen Heinrich aus dem frühen 15. Jahrhundert sowie ein Triumphkreuz und eine Skulptur des Heiligen Sebastian, beide aus der Zeit um 1500. Die übrigen Skulpturen werden heute im Finnischen Nationalmuseum aufbewahrt. Die Kanzel der Kirche stammt aus dem Jahr 1640, der Rest der Innenausstattung ist modern.